# Tshering Tobgay

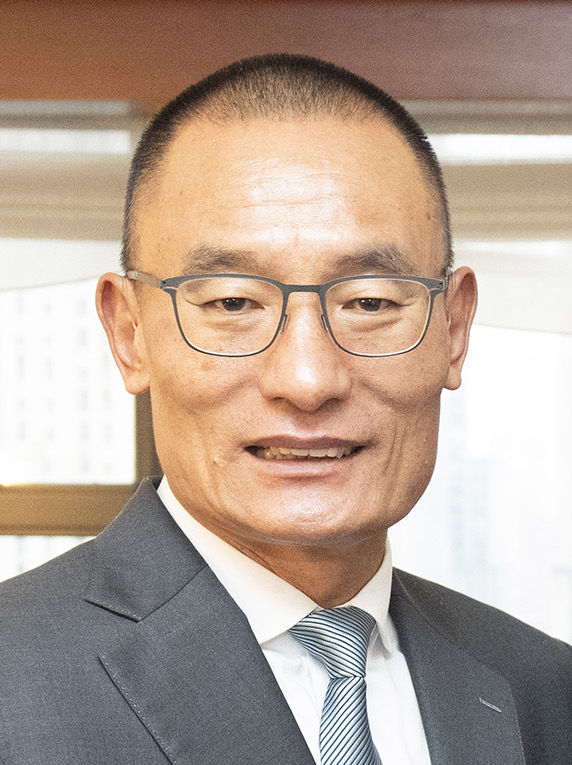
Tshering Tobgay

Tshering Tobgay (bhutanisch ཚེ་རིང་སྟོབས་རྒྱས།; * 19. September 1965 in Haa in Bhutan) ist ein bhutanischer Politiker und war von Juli 2013 bis August 2018 Ministerpräsident von Bhutan; seit dem 28. Januar 2024 ist er erneut amtierender Ministerpräsident Bhutans.
Tobgay ist Gründungsmitglied und Vorsitzender der Volksdemokratischen Partei (DPD). Er studierte an der University of Pittsburgh Maschinenbau und an der Harvard University Verwaltungswissenschaften. Nachdem er von 2003 bis 2007 im Ministerium für Arbeit und Menschliche Ressourcen gearbeitet hatte, war er von März 2008 bis April 2013 Oppositionsführer im bhutanischen Parlament.
2017 äußerte er sich positiv zum FabLab-Konzept dezentraler und open-source-basierter Produktion sowie den verbundenen Stadtentwicklungsinitiativen, die er als potentiellen Beitrag zum Bruttonationalglück (BNG) auffasst. Seines Erachtens sei Bhutan dafür geeignet, das Konzept auf nationalem Maßstab zu adaptieren.